# Stare Bystre
Stare Bystre ist ein Dorf der Gemeinde Czarny Dunajec im Powiat Nowotarski der Woiwodschaft Kleinpolen in Polen in der Region Podhale. Das Dorf liegt in zwischen dem Gebirgszug Pogórze Gubałowskie und der Talsenke Kotlina Nowotarska ungefähr zwanzig Kilometer nordwestlich von Zakopane und zehn Kilometer südwestlich von Nowy Targ. Durch den Ort fließen die bei Anglern beliebten Gebirgsbäche Rogoźnik Wielki und Bystry. Mit den Kalkfelsen im Ort beginnt der Pieninen-Felsgürtel, der sich nach Osten zieht.

## Sehenswürdigkeiten
Stare Bystre wurde 1591 angelegt. Damals war es ein Teil von Rogoźnik. Der Ortsname lässt sich als Altes Schnelles übersetzen, was sich auf den Bachlauf des gleichnamigen Bergbachs bezieht. Im Ort befindet sich eine moderne Kirche des heiligen Stanislaus von Krakau.

## Tourismus
Es geht in Stare Bystre ruhiger zu als in den benachbarten Skiorten Zakopane oder Kościelisko. Die touristische Infrastruktur wird ausgebaut. 